# Euvrilletta brunnea
Euvrilletta brunnea är en skalbaggsart som beskrevs av White 1985. Euvrilletta brunnea ingår i släktet Euvrilletta och familjen trägnagare. Inga underarter finns listade i Catalogue of Life.